# Guy Delacroix
Pour les articles homonymes, voir Delacroix.
 (février 2012).
Si vous disposez d'ouvrages ou d'articles de référence ou si vous connaissez des sites web de qualité traitant du thème abordé ici, merci de compléter l'article en donnant les références utiles à sa vérifiabilité et en les liant à la section « Notes et références ».
Guy Delacroix, né le 9 mai 1948, est un musicien français. Il joue en tant que bassiste pour différentes célébrités de la scène musicale française, comme Alain Souchon, Maxime le Forestier ou Jean-Jacques Goldman. Il a été en particulier le directeur musical des spectacles des Enfoirés de 1994 à 2020.

## Biographie
Guy Delacroix a commencé sa carrière musicale en 1969, comme bassiste de studio.
Il a fait partie du groupe Voyage de 1969 à 1975 en compagnie de Jacques Pfeffer, au chant et à la flûte traversière, Dominique "pintade" Cherer, Michel "Gringo" Olivier, Claude "mouldo" Chierici à l'orgue et le batteur Jean-Noël Rochut dit Nono qui joua dans la fanfare des Beaux-Arts. Ils firent les premières parties d'un spectacle où se produisait Eddy Mitchell. Ils chantèrent à l’île de Wight, à Popalania en août 1970 dans les Bois de Valbonne.
Guy Delacroix a été le bassiste des spectacles des Enfoirés à partir de 1993, puis leur directeur musical et bassiste de 1994 à 2020 (sauf en 2006 pour cause de tournée avec Alain Souchon), ainsi que de nombreuses émissions TV depuis le milieu des années 1990. Il est également l’auteur de plusieurs musiques de films et de spots publicitaires.

## Discographie

### Avec Sheila
- On dit... (1983)
- Je suis comme toi (1984)

### Avec Jakie Quartz
- Émotion au Pluriel (1988)
- Jackie Quartz (1990)

### Avec Alan Stivell
- Brian Boru (1995)

### Avec Jean-Jacques Milteau
- Explorer (1990)
- Routes (1995)
- Merci d’être venus (1996)
- Bastille Blues (1999)

### Avec Jean-Louis Murat
- Suicidez-vous, le peuple est mort (1981)
- Cheyenne Autumn (1989)
- Le manteau de pluie (1991)

### Avec Jean-Jacques Goldman
- Démodé (1981)
- Minoritaire (1982)
- Positif (1984)
- Non homologué (1985)
- Entre Gris Clair et Gris Foncé (1987)
- Rouge (1993)
- En Passant (1997)

### Avec Julien Clerc
- Le 4 octobre (1997)

### Avec Les Enfoirés
- 1993 : Les Enfoirés chantent Starmania
- 1994 : Les Enfoirés au Grand Rex
- 1995 : Les Enfoirés à l’Opéra comique
- 1996 : La soirée des Enfoirés
- 1997 : Le Zénith des Enfoirés
- 1998 : Enfoirés en cœur
- 1999 : Dernière Édition avant l'an 2000
- 2000 : Les Enfoirés en 2000
- 2001 : L'odyssée des Enfoirés
- 2002 : Tous dans le même bateau
- 2003 : La Foire aux Enfoirés
- 2004 : Les Enfoirés dans l’espace
- 2005 : Le Train des Enfoirés
- 2007 : La Caravane des Enfoirés
- 2008 : Les Secrets des Enfoirés
- 2009 : Les Enfoirés font leur cinéma
- 2010 : Les Enfoirés... la Crise de Nerfs
- 2011 : Dans l'œil des Enfoirés
- 2012 : Le Bal des Enfoirés
- 2013 : La Boîte à musique des Enfoirés
- 2014 : Bon anniversaire les Enfoirés
- 2015 : Sur la route des Enfoirés
- 2016 : Au rendez-vous des Enfoirés
- 2017 : Mission Enfoirés
- 2018 : Les Enfoirés 2018 : Musique !
- 2019 : Le Monde des Enfoirés

### Avec Maxime le Forestier
- Les Rendez-Vous Manqués (1980)
- After Shave (1986)
- Passer ma Route (1995)

### Avec Jean-Michel Jarre
- Rendez-Vous Lyon (1986)
- Révolutions (1988)
- Destination Docklands : the London Concert (1988)
- Destination Trocadéro, les 100 ans de la Tour Eiffel (1989)
- En Attendant Cousteau (1990)
- Paris La Défense, une ville en concert (1990)
- Chronologie (1993)
- Europe en concert (1993)
- Concert pour la Tolérance (1995)
- Festa Italiana (1995)
- 50e anniversaire de l’UNESCO (1995)

### Avec Alain Souchon
- On Avance (1983)
- C’est comme vous voulez (1985)
- Nickel (1990)
- C’est déjà ça (1993)
- Défoule sentimentale (1995)
- Au ras des pâquerettes (1999)
- Tournée (2006)

### Albums divers
- Magma : Attahk (1977)
- Benoît Widemann : Stress (1977)
- François Bréant : Sons Optiques (1978)
- Claude Jacquin : Claude Jacquin (1978)
- Dan Ar Braz : Allez dire à la ville (1978)
- Jean-Michel Caradec : Parle-moi (1979)
- Alain Bashung : Roulette Russe (1979)
- Louis Coppaloni : Lettre ouverte à Monsieur le Diable (1980)
- Louis Coppaloni : Insomnies – Buzy (1981)
- Gilbert Einaudi : Ni queue ni tête (1981)
- Michel Jonasz : La Nouvelle vie (1981)
- Claude Jacquin : Fric-frac (1982)
- A.R. & Clones : Back And In Again (1982)
- Alain Renaud : Rêve Et Réalité - Rachid Bahri (1984)
- Louis Chédid : Anne, ma sœur Anne (1985)
- Johnny Hallyday : Gang (1986)
- Geneviève Paris : Parle-moi (1988)
- Jacques Higelin : Tombé du Ciel (1988)
- Alain Manaranche : Les Mots Dits (1989)
- Enzo Enzo : Enzo Enzo (1990)
- Alain Manaranche : Sentiment (1990)
- Jean-Claude Vannier : Pleurez Pas Les Filles (1990)
- Francis Cabrel et Dick Rivers : Rock'n Roll Show (1990)
- Jane Birkin : Jane Birkin au Casino de Paris (1991)
- Jean-Yves d’Angelo : Quelques Notes (1991)
- Alan Stivell : Brian Boru (1995)
- Entre sourires et larmes – Compilation (1995)
- Jean-Louis Aubert : Roc'Eclair Tour (2011/2012)

## Direction musicale de shows TV

### Les Enfoirés
- 1994 : Les Enfoirés au Grand Rex
- 1995 : Les Enfoirés à l’Opéra comique
- 1996 : La soirée des Enfoirés
- 1997 : Le Zénith des Enfoirés
- 1998 : Enfoirés en cœur
- 1999 : Dernière Édition avant l'an 2000
- 2000 : Les Enfoirés en 2000
- 2001 : L'odyssée des Enfoirés
- 2002 : Tous dans le même bateau
- 2003 : La Foire aux Enfoirés
- 2004 : Les Enfoirés dans l’espace
- 2005 : Le Train des Enfoirés
- 2007 : La Caravane des Enfoirés
- 2008 : Les Secrets des Enfoirés
- 2009 : Les Enfoirés font leur cinéma
- 2010 : Les Enfoirés... la Crise de Nerfs
- 2011 : Dans l'œil des Enfoirés
- 2012 : Le Bal des Enfoirés
- 2013 : La Boîte à musique des Enfoirés
- 2014 : Bon anniversaire les Enfoirés
- 2015 : Sur la route des Enfoirés
- 2016 : Au rendez-vous des Enfoirés
- 2017 : Mission Enfoirés
- 2018 : Les Enfoirés 2018 : Musique !
- 2019 : Le Monde des Enfoirés
- 2020 : Le Pari(s) des Enfoirés

### Autres émissions TV
- 1995 : Crise de rire (TF1)
- 1995 : Amimicalement (TF1)
- 1996 : Top à Maritie et Gilbert Carpentier (TF1)
- 1996 : Cocktail (France 2)
- 1997 : Les Enfants de l'Olympia (TF1)
- 1998 : Les 13èmes Victoires de la Musique (France 2)
- 1998 : Fête de la liberté. Du côté de chez Bedos (France 2)
- 1999 à 2001 : Tapis Rouge (France 2)
- 1999 : Au fil du temps, spécial Zidane (France 2)
- 1999 : La Soirée spéciale Céline Dion et Notre Dame de Paris (TF1)
- 1999 : La Soirée spéciale de Pascal Obispo (TF1)
- 2000 : Spéciale Joe Dassin (TF1)
- 2000 : Femmes en Or (TF1)
- 2001 : En attendant l'Eurovision (France 3)
- 2001 : L'anniversaire d'Aznavour en souvenirs et en chansons (TF1)
- 2001 : Autour de Georges Brassens (France 2)
- 2001 : La Soirée spéciale Garou (TF1)
- 2001 : La Nuit du Réveillon (TF1)
- 2002 : La Spéciale Céline Dion (TF1)
- 2002 : Dalida, 15 ans déjà (TF1)
- 2002 : Zidane ELA (France 2)
- 2002 : Les Années Plamondon (TF1)
- 2002 : Tubes d'un jour, tubes de toujours, spéciale duos (TF1)
- 2003 : Les 18èmes Victoires de la Musique (France 2)
- 2003 : Le printemps ELA (France 2)
- 2003 : Docteur Renaud, Mister Renard (France 2)
- 2004 : Chantons ensemble contre le sida (TF1)
- 2005 : Stars en duo, ensemble contre le sida (France 2)
- 2005 : Sol En Cirque (France 2)
- 2006 : Podium (TF1)
- 2007 : La Môme Piaf (TF1)
- 2010 : Toutes les Idoles que j'aime (France 3)
- 2012 : Taratata Fête la Musique (France 2)
- 2012 : Hier encore (France 2)
- 2023 : Taratata Les 30 ans (France 2)